# Alectra dolichocalyx
Alectra dolichocalyx är en snyltrotsväxtart som beskrevs av D. Philcox. Alectra dolichocalyx ingår i släktet Alectra och familjen snyltrotsväxter. Inga underarter finns listade i Catalogue of Life.